# یوری میلنر
یوری بوریسوویچ میلْنِر (روسی: Юрий Борисович (Бенционович) Мильнер) (زادهٔ ۱۱ نوامبر ۱۹۶۱) کارآفرین و سرمایه‌گذار خطرپذیر اسرائیلی-روسی با تبار یهودی است. او شرکت‌های سرمایه‌گذاری دیجیتال اسکای تکنالجیز که اکنون میل. رو گروپ خوانده می‌شود تأسیس کرده‌است. میلنر از طریق این شرکت‌ها در فیسبوک، زینگا، توییتر، اسپاتیفای، زاکداک، گروپان، ۳۶۰بای، و علی بابا سرمایه‌گذاری کرده‌است.
میلنر در دانشگاه دولتی مسکو، فیزیک نظری خواند و سپس به مؤسسه فیزیک لبدف که یکی از مؤسسات آکادمی علوم روسیه است، رفت و در همان دانشکده‌ای روی دکترای خود کار کرد که ویتالی لازاریویچ گینزبرگ (برندهٔ آیندهٔ جایزه نوبل) کار می‌کرد. او با آندره ساخاروف، فیزیکدان هسته‌ای شوروی و برنده جایزه صلح نوبل در آنجا دوست شد.
او اولین غیرمهاجر اهل شوروی بود که از مدرسهٔ وارتون دانشگاه پنسیلوانیا ام‌بی‌ای دریافت کرد.
یوری میلنر در ۲۰۱۱ خانه‌ای ۱۰۰میلیون دلاری در لوس آلتوس هیلز، کالیفرنیا خرید. این مجموعه جمعاً هفت هکتار است و خانهٔ اصلی آن ۲۵٬۵۰۰ فوت مربع و مهمانخانهٔ آن ۵۵۰۰ فوت مربع است. قبض مالیاتی کنونی آن تقریباً ۳۰۴٬۰۰۰ دلار آمریکا در سال است. وال استریت ژورنال گزارش کرد که بهای ۱۰۰میلیون دلار بیشترین بهایی است که تاکنون در ایالات متحده برای یک خانهٔ تک‌خانواده‌ای پرداخت شده‌است.